# Description des plantes de l'Amérique
Description des plantes de l'Amérique (abreviado Descr. Pl. Amér.) es un libro con ilustraciones y descripciones botánicas que fue escrito por el religioso y botánico francés Charles Plumier. Fue publicado en el año 1693 con el nombre de Description des Plantes de l'Amérique avec leurs figures.
En la mayoría de las placas de figuraba la inscripción "Fr. Carolus Plumier Minimus Botanicus Regius delineav". o una abreviatura del mismo.